# International Business District állomás
International Business District állomás a szöuli metróhoz is csatlakozó incshoni (incheoni) 1-es metrónak az állomása, mely Incshon (Incheon)ban található.

## Viszonylatok
| Incshon (Incheon) 1                 | Incshon (Incheon) 1           | Incshon (Incheon) 1 |
| ----------------------------------- | ----------------------------- | ------------------- |
| Central Park Kjejang (Gyeyang) felé | Incshon (Incheon)i 1-es vonal | végállomás          |